# Selma (Zwitserland)
Selma (Lombardisch: Selme) is een gemeente en plaats in het Zwitserse kanton Graubünden, en maakt deel uit van het district Moësa.
Selma telt 38 inwoners.

## Geschiedenis
Op 1 januari 2015 fuseerde Selma met Arvigo, Braggio en Cauco tot de gemeente Calanca.